# Мисс мира 1977
Мисс мира 1977 (англ. Miss World 1977) — 27-й ежегодный конкурс красоты, проходивший 17 ноября 1977 года в Альберт-холле, Лондон, Великобритания. В конкурсе участвовали 62 девушки. Победила Мари Стэвин, представлявшая Швецию.

## Результаты
| Финальный результат | Участницы |
| Мисс мира 1977      | - Швеция — Мари Стэвин |
| 1-я вице-мисс       | - Нидерланды — Ineke Berends |
| 2-я вице-мисс       | - Германия — Dagmar Winkler |
| 3-я вице-мисс       | - Бразилия — Madalena Sbaraini |
| 4-я вице-мисс       | - США — Cindy Darlene Miller |

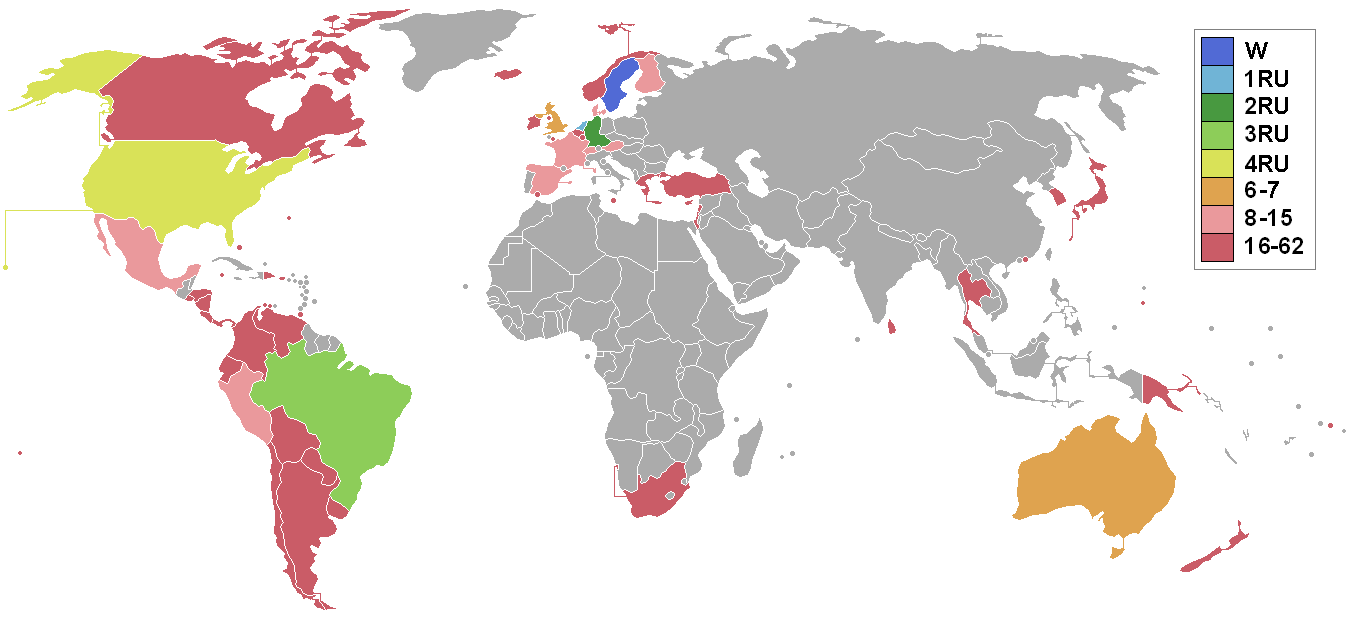
Страны-участницы конкурса «Мисс мира» 1977 года

| 5-я вице-мисс       | - Великобритания — Madeleine Karen Stringer |
| 6-я вице-мисс       | - Австралия — Jaye-Leanne Hopewell |
| Полуфиналистки      | - Австрия — Eva-Maria Duringer - Дания — Annette Dybdal Simonsen - Финляндия — Asta Seppälä - Франция — Véronique Fagot - Мексика — Элисабет Агилар - Перу — María Isabel Frías Zavala - Испания — Guillermina Ruiz Doménech - Швейцария — Danielle Patricia Haberli |

### Специальные награды
| Награда             | Участницы                             |
| Мисс Личность       | - Парагвай — María Elizabeth Giardina |
| Мисс фотогеничность | - Германия — Dagmar Gabriele Winkler  |

## Участницы
| - Аргентина — Susana Beatriz Stéfano - Аруба — Helene Marie Croes - Австралия — Jaye—Leanne Hopewell - Австрия — Eva Maria Duringer - Багамские Острова — Laurie Lee Joseph - Бельгия — Claudine Marie Vasseur - Бермуды — Connie Marie Firth - Боливия — Elizabeth Yanone Morón - Бразилия — Madalena Sbaraini - Канада — Marianne McKeen - Острова Кайман — Patricia Jane Jackson—Patiño - Чили — Annie Marie Garling - Колумбия — María Clara O’Byrne Aycardi - Коста-Рика — Carmen María Núñez Benavides - Нидерландские Антильские острова — Xiomara Maria Winklaar - Кипр — Georgia Georgiou - Дания — Annette Dybdal Simonsen - Доминиканская Республика — Jacqueline Patricia Hernández - Эквадор — Lucía del Carmen Hernández Quiñones - Сальвадор — Magaly Varela Rivera - Финляндия — Asta Seppäla - Франция — Véronique Fagot - Германия — Dagmar Gabriele Winkler - Гибралтар — Lourdes Holmes - Греция — Lina Ioannou - Гуам — Diane Haun - Нидерланды — Ineke Berends - Гондурас — María Marlene Villela - Гонконг — Ada Lui Shu—Yang - Исландия — Sigurlaug (Dilly) Halldórsdóttir - Ирландия — Lorraine Bernadette Enriquez | - Остров Мэн — Helen Jean Shimmin - Израиль — Ya’el Hovav - Япония — Chizuro Shigamura - Джерси — Blodwen Pritchard - Республика Корея — Kim Soon—ae - Ливан — Vera Alouane - Люксембург — Jeannette Henriette (Jenny) Colling - Мальта — Pauline Lewise Farrugia - Мексика — Elizabeth Aguilar González - Новая Зеландия — Michelle Jean Hyde - Никарагуа — Beatriz Obregón Lacayo - Норвегия — Åshild Jenny Ottesen - Панама — Anabelle Vallarino - Папуа — Новая Гвинея — Sayah Karukuru - Парагвай — María Elizabeth Giardina - Перу — María Isabel Frías Zavala - Пуэрто-Рико — Didriana (Dee Dee) del Río - Самоа — Ana Decima Schmidt - ЮАР — Vanessa Wannenberg - Испания — Guillermina Ruiz Doménech - Шри-Ланка — Sharmini Senaratna - Швеция — Мари Стэвин - Швейцария — Danielle Patricia Haberli - Французская Полинезия — Therese Amo - Таиланд — Siriporn Savanglum - Тринидад и Тобаго — Marlene Villafana - Турция — Kamer Bulutote - Великобритания — Madeleine Karen Stringer - Уругвай — Adriana María Umpierre Escudero - США — Cindy Darlene Miller - Венесуэла — Jackeline van den Branden Oquendo |

## Отказавшиеся страны
Страны, отказавшиеся от участия на Мисс Мира 1977 года, против политики, проводимой в Южной Африки:
| - Индия — Veena Prakash - Индонезия — Siti Mirza Nuria Arifin - Ямайка — Sandra Kong - Либерия — Welma Albertine Wani Campbell - Малайзия — Christine Mary Lim Lim Boey | - Маврикий — Maria Ingrid Desmarais - Филиппины — Ana Melissa (Peachy) Ofilada Veneracion - Сингапур — Veronica Lourdes - Свазиленд — Zanella Tutu Tshabalala - Югославия — Svetlana Višnjić |

## Заметки

### Дебют
- Каймановы острова, Остров Мэн, Папуа-Новая Гвинея и Западный Самоа соревновались в конкурсе впервые.

### Вернулись
- Панама последний раз участвовали в 1971 году.
- Боливия, Никарагуа и Шри-Ланка последний раз участвовали в 1975 году.